# 卡尔代
卡尔代（法語：Cardet，法語發音：[kaʁdɛ]）是法国加尔省的一个市镇，属于阿莱斯区。

## 地理
卡尔代（44°1'36"N, 4°4'49"E）面积8.29 平方千米，位于法国奧克西塔尼大區加尔省，该省份为法国南部沿海省份，南端濒地中海，北起顺时针与阿尔代什省、沃克吕兹省、罗讷河口省、埃罗省、阿韦龙省和洛泽尔省接壤。
与卡尔代接壤的市镇（或旧市镇、城区）包括：卡萨尼奥勒、莱迪尼昂、莱藏、马萨讷、里博特-莱塔韦尔讷、圣让德塞尔。

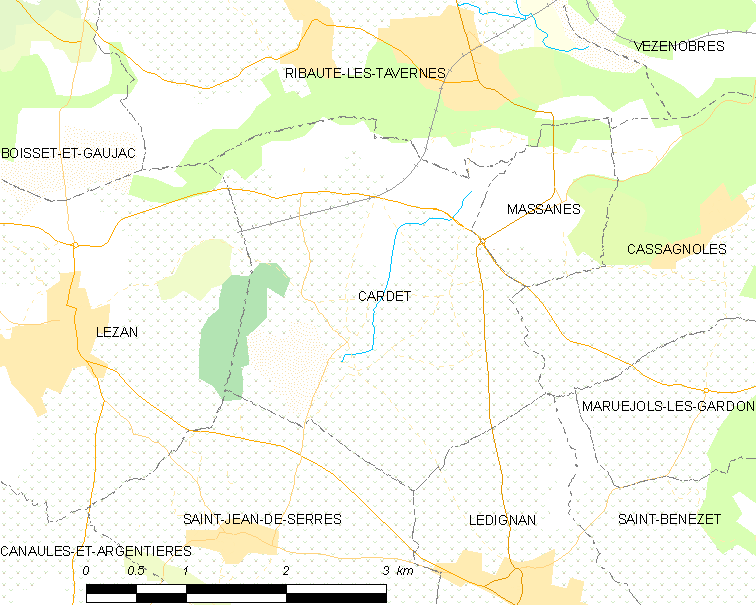
卡尔代的OSM定位图

卡尔代的时区为UTC+01:00、UTC+02:00（夏令时）。

## 行政
卡尔代的邮政编码为30350，INSEE市镇编码为30068。

## 政治
卡尔代所属的省级选区为基萨克县。

## 人口

1962-2008年间卡尔代人口变化图示

卡尔代于2022年1月1日时的人口数量为922人。